# Dunc Gray
Dunc Gray (n. 17 iulie 1906, Goulburn⁠(d), Noul Wales de Sud, Australia – d. 30 august 1996, Municipality of Kiama⁠(d), Noul Wales de Sud, Australia) a fost un ciclist australian, medaliat olimpic. A participat la 3 ediții ale Jocurilor Olimpice (1928, 1932, 1936) în care a câștigat o medalie de aur și o medalie de bronz.